# Ascochilopsis
Ascochilopsis là một chi thực vật có hoa trong họ Orchidaceae.